# آنیتا اسنلمان
آنیتاِ اسْنِلْمان (۴ سپتامبر ۱۹۲۴–۲۴ فوریه ۲۰۰۶) نقاش و استاد دانشکده هنرهای زیبای هلسینکی در فنلاند بود.

## پیشینه
او در آکادمی سلطنتی هنر در هلسینکی، آکادمی سلطنتی هنرهای زیبای سوئد در استکهلم و آکادمی ژولیان در پاریس تحصیل کرد.
اگرچه وی به صورت حرفه ای نقاشی می‌کرد اما تدریس را نیز جزو علایقش می‌دانست چنانچه از سال ۱۹۷۱ تا ۱۹۷۹ به مدت حدود ۹ سال دردانشکده هنرهای زیبا، هلسینکی به آموزش مشغول بود. و به دلیل فعالیت‌های هنری در سال ۱۹۷۶ نشان شیر فنلاند به او اعطا شد.
اسنلمن در ۲۴ فوریه ۲۰۰۶ در هلسینکی درگذشت. او در گورستان هیتانیمی در هلسینکی به خاک سپرده شده‌است.

## مجموعه‌ها
آثار اسنلمن در مجموعه‌های عمومی زیر در فنلاند نگهداری می‌شود:
- موزه هنر آتنیوم
- آموس رکس
- موزه لاهتی
- موزه هنرهای معاصر تامپره
- موزه هنر اولو
- موزه هنر هلسینکی